# جنگ خویشاوندی
اصطلاح جنگ خویشاوندی' (Heimosodat) به مجموعه‌ای از درگیری‌های نظامی و عملیات‌های خصوصی در مناطق هم‌مرز با فنلاند در امپراتوری سابق روسیه بین سال‌های ۱۹۱۸ تا ۱۹۲۲ اشاره دارد. این مناطق عمدتاً محل سکونت مردمان دیگری از خانواده زبان‌های فینی بودند. داوطلبان فنلاندی با انگیزه‌های متفاوتی در این جنگ‌ها شرکت کردند: برخی به دنبال اعمال کنترل فنلاند بر این مناطق بودند، در حالی که برخی دیگر می‌خواستند به این مردمان در کسب استقلال از روسیه شوروی کمک کنند. بسیاری از این داوطلبان تحت تأثیر ایده «فنلاند بزرگ» بودند، ایده‌ای که خواستار اتحاد همه سرزمین‌های فنلاندی‌زبان بود.
برخی از این درگیری‌ها به صورت حمله از جانب فنلاند به مناطق دیگر بود، در حالی که برخی دیگر قیام‌های محلی بودند که داوطلبان فنلاندی برای کمک به استقلال‌طلبی یا الحاق این مناطق به فنلاند در آن‌ها شرکت می‌کردند. حدود ده هزار داوطلب فنلاندی در این جنگ‌ها شرکت کردند.
این پدیده با ملی‌گرایی و بازپیوندخواهی در فنلاند ارتباط نزدیکی دارد. فنلاند در سال ۱۹۱۷ استقلال خود را به دست آورده بود و بخشی از مردم احساس می‌کردند که وظیفه دارند به دیگر مردمان فنلاندی‌تبار برای رسیدن به استقلال کمک کنند. استونی، نزدیک‌ترین و بزرگ‌ترین «ملت خویشاوند»، همزمان با فنلاند استقلال خود را به دست آورده بود، اما با چالش‌های بیشتری روبرو بود. دیگر مردمان فنلاندی‌تبار نیز از نظر فرهنگی، اقتصادی و سیاسی در سطح پایین‌تری از سازماندهی قرار داشتند.
جنگ داخلی فنلاند در سال‌های ۱۹۱۸–۱۹۱۷ احساسات ملی‌گرایانه شدیدی را در بین مردم فنلاند و دیگر مردمان فنلاندی برانگیخت و آن‌ها به دنبال راه‌هایی برای عملی کردن این احساسات بودند. در دو دهه بعد، فنلاندی‌ها به‌طور گسترده در فعالیت‌های ملی‌گرایانه شرکت کردند. این روند ریشه در آسیب‌ها و اختلافات ناشی از جنگ داخلی فنلاند داشت. بسیاری از هواداران جناح سفید در جنگ داخلی، پس از جنگ به شدت ملی‌گرا شدند. با این حال، جنگ جهانی دوم و سال‌های سخت آن (۱۹۳۹–۱۹۴۵) که ملت را تا حد زیادی متحد کرد، این شور و شوق ملی‌گرایانه را کاهش داد.